# Trần Hồng Hà

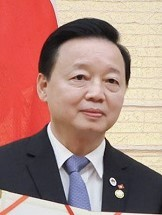
Trần Hồng Hà (24. November 2021)

Trần Hồng Hà (* 19. April 1963 in Kim Lộc, Can Lộc, Provinz Hà Tĩnh, Nordvietnam) ist ein Politiker der Kommunistischen Partei Vietnams KPV (Đảng Cộng sản Việt Nam) in der Sozialistischen Republik Vietnam, der von 2016 bis 2023 Minister für natürliche Ressourcen und Umwelt war. Seit dem 5. Januar 2023 ist er stellvertretender Premierminister von Vietnam und als solcher verantwortlich für Kultur, Gesellschaft, Bildung, Gesundheit und Wissenschaft.

## Leben
Trần Hồng Hà absolvierte ein Studium der Montanwissenschaften am Moskauer Bergbauuniversität und schloss dort 1989 seine Promotion zum Doktor der Montanwissenschaften mit der Dissertation „Vorhersageparameter des vietnamesischen Kohlebergbau-Technologiediagramms“ ab. Nach seiner Rückkehr wurde er am 24. Juli 1991 Mitglied der KPV, nachdem er zuvor seit dem 24. Juli 1990 Aufnahmekandidat war. Nach vorherigen Tätigkeiten wurde er im September 1996 Mitarbeiter der Umweltabteilung im Ministerium für Wissenschaft, Technologie und Umwelt und war dort zwischen Dezember 1998 und April 2002 stellvertretender Leiter des Referats für Politik und Recht, ehe er von Mai 2002 bis Dezember 2003 stellvertretender Leiter der Umweltabteilung dieses Ministeriums war. Im Januar 2004 wurde er zunächst kommissarischer Leiter und war daraufhin bis September 2005 Leiter der Abteilung Umweltschutz des neugeschaffenen Ministeriums für natürliche Ressourcen und Umwelt. Er war zwischen Oktober 2005 und Juni 2008 sowohl stellvertretender Generaldirektor der Hauptabteilung Umwelt als auch Leiter der Abteilung Umweltschutz dieses Ministeriums und fungierte im Anschluss von Juli bis Dezember 2008 kurzzeitig als stellvertretender Minister für natürliche Ressourcen und Umwelt.
Im Januar 2009 übernahm Trần Hồng Hà den Posten als stellvertretender Sekretär des Volkskomitees der Provinz Bà Rịa-Vũng Tàu und hatte diesen bis Juni 2009 inne. Er wurde im Juli 2010 abermals stellvertretender Minister für natürliche Ressourcen und Umwelt und behielt diesen nunmehr bis April 2016. Während dieser Zeit wurde er auf dem XI. Nationalkongress der KPV (12. bis 19. Januar 2011) Kandidat des Zentralkomitees (ZK) der KPV und auf dem darauf folgenden XII. Nationalkongress (20. bis 28. Januar 2016) erstmals Mitglied des ZK und gehört diesem Parteigremium nach seiner Wiederwahl auf dem XIII. Nationalkongress (25. Januar bis 1. Februar 2021) seither an.
Am 9. April 2016 wurde Trần Hồng Hà als Nachfolger von Nguyễn Minh Quang zum Minister für natürliche Ressourcen und Umwelt in das Kabinett von Premierminister Nguyễn Xuân Phúc berufen. Dieses Amt übernahm er auch im darauf folgenden Kabinett von Premierminister Phạm Minh Chính, welches am 5. April 2021 gebildet wurde, und behielt es bis zu seiner Ablösung durch Đặng Quốc Khánh am 22. Mai 2023. Als Minister war er zuständig für Land, Wasservorräte, Bodenschätze und Geologie, Umfeld, Meteorologie und Hydrologie, Klimawandel, Vermessung und Kartierung, integriertes Management und Schutz der natürlichen Ressourcen und der Umwelt von Meeren und Inseln sowie Fernerkundung. Er wurde am 23. Mai 2016 auch Mitglied der Nationalversammlung (Quốc hội Việt Nam) und gehörte dieser bis zum 23. Mai 2021 in der 14. Legislaturperiode an. Seit dem 5. Januar 2023 ist er als Nachfolger von Vũ Đức Đam stellvertretender Premierminister von Vietnam und als solcher verantwortlich für Kultur, Gesellschaft, Bildung, Gesundheit und Wissenschaft.

## Veröffentlichung
- Học thuyết S. Freud và sự thể hiện của nó trong văn học Việt Nam, Hanoi 2008